# デンキウナギ目
デンキウナギ目（学名：Gymnotiformes）は、硬骨魚綱の分類群（目）の一つ。2亜目5科33属で構成され、デンキウナギなど少なくとも208種が含まれる。全種が発電器官をもつ淡水魚で、中央アメリカおよび南アメリカが分布の中心となっている。

## 分布・生態
デンキウナギ目の仲間はすべて淡水魚で、北アメリカの一部（メキシコ南部のみ）、中央アメリカから南アメリカにかけて分布する。生物地理区の区分における新熱帯区から発生した一群と考えられている。ナマズ目と近縁で、互いに姉妹群の関係にあるとみられている。ナマズ目と同様に夜行性である。

## 形態
デンキウナギ目はナマズ目やコイ目と同じ骨鰾上目と呼ばれるグループに属し、共通の特徴であるウェーバー器官（浮き袋から内耳へ音を伝達する器官）を備える。一方で、他の骨鰾類のように警報物質（体表から放出されるフェロモンの一種）は分泌しない。
体型はウナギのように細長く、デンキウナギ亜目の魚類は円筒形であることが多い。ステルノピュグス亜目では左右に平べったく側扁し、その姿から英語ではナイフフィッシュと総称される。
背鰭、腹鰭および脂鰭をもたない。臀鰭は極端に長く、胸鰭の近くから体のほぼ後端にまで達し、鰭条は100本を超える。臀鰭の担鰭骨は半球状の軟骨を介して鰭条と接続し、鰭条を1本ずつ円周運動させることが可能となっている。これを利用して臀鰭を波打たせるように泳ぐことで、前進のみならず後進も可能である。ほとんどの種は尾鰭を欠き、アプテロノートゥス科のみがやや痕跡的な尾鰭をもつ。鰓の開口部はごく狭く、肛門は頭部あるいは胸鰭のすぐ下にある。デンキウナギを除いて主上顎骨は未発達で、上顎に歯をもたない。下鰓蓋骨および外翼状骨を欠き、口蓋骨は骨化しない。
本目の魚類はすべて発電器官をもつ。ほとんどの種では筋肉の細胞から分化したものであるが、アプテロノートゥス科の発電器官は神経細胞を起源としている。発電器官の大きさはさまざまで、放電される電力は一般に微弱である。ギュムノートゥス科に属するデンキウナギ Electrophorus electricus は例外的に強い発電力をもつことで知られ、水族館で発電魚として展示されることもある。

## 分類
デンキウナギ目はデンキウナギ亜目およびステルノピュグス亜目の2亜目で構成され、5科33属の下に少なくとも208種が所属する。和名のない分類名については、上野・坂本（2005）によるカタカナ表記に従った。

### デンキウナギ亜目
デンキウナギ亜目 Gymnotoidei は1科2属39種。一部の種は空気呼吸が可能。

#### ギュムノートゥス科

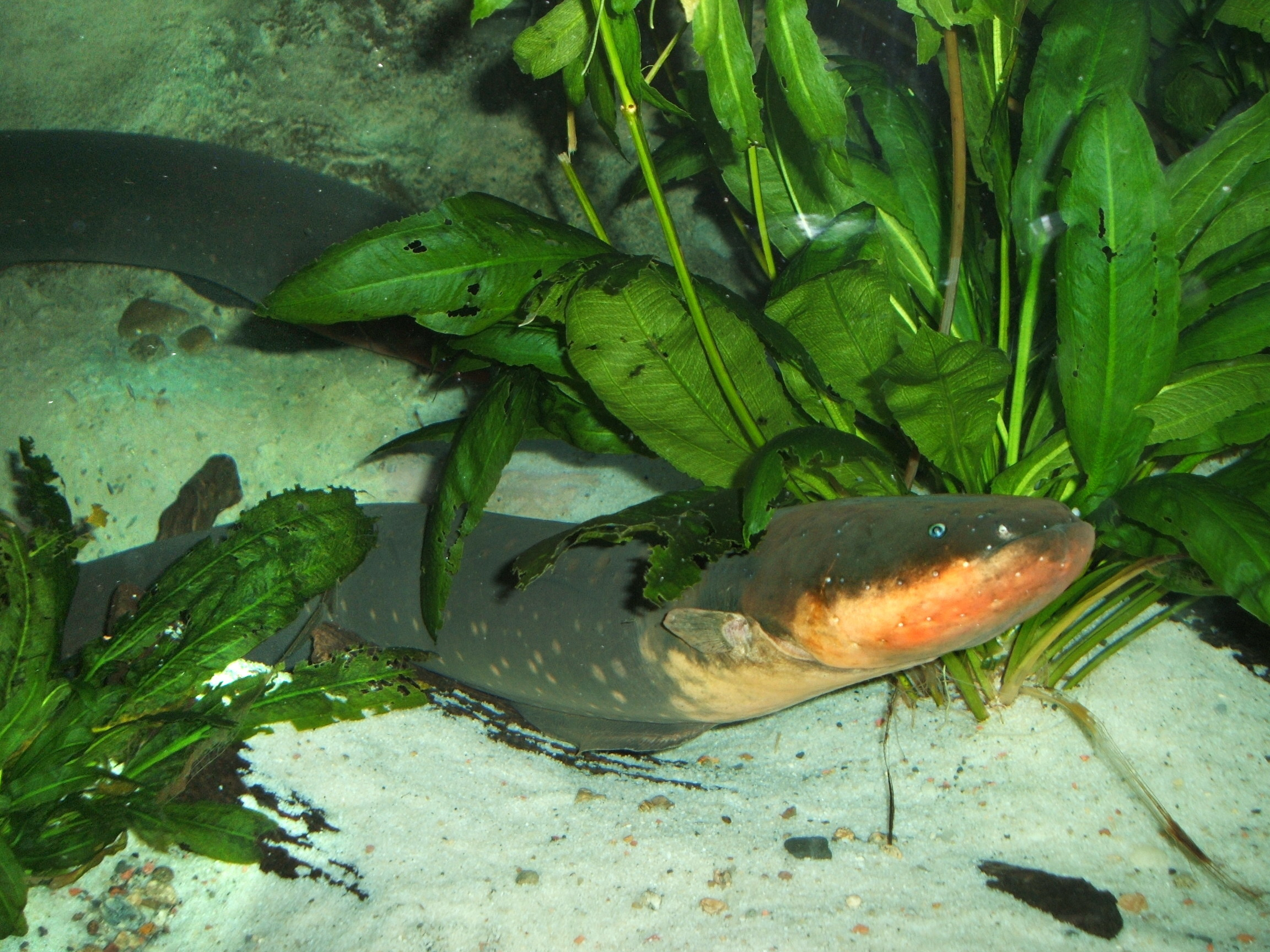
デンキウナギ Electrophorus electricus （ギュムノートゥス科）。発電魚として特に有名。オリノコ川とアマゾン川に分布する

ギュムノートゥス科 Gymnotidae は2属39種。体型は全体的もしくは部分的に円筒形で、体腔は極めて長い。ギュムノートゥス属は体長1mに達し、本目の魚類としてはもっとも広範囲に分布し、生息範囲はメキシコ南部からアルゼンチンに至る。デンキウナギ属（デンキウナギ Electrophorus electricus 1種のみ）はかつて単独のデンキウナギ科 Electrophoridae として分類されたこともあり、多くの際立った特徴を有している。デンキウナギのもつ発電器官は本目魚類の中でもとりわけ大きく、600ボルトにも及ぶ電圧を出すことができる。デンキウナギは生涯にわたって椎骨が増加し、最大で体長2.2mにまで達する。
- ギュムノートゥス属 Gymnotus
- デンキウナギ属 Electrophorus

### ステルノピュグス亜目
ステルノピュグス亜目 Sternopygoidei は4科31属169種で構成される。ランピクテュス上科 Rhamphichthyoidea およびアプテロノートゥス上科 Apteronotoidea の2上科に細分され、それぞれランピクテュス科とヒュポポームス科、およびステルノピュグス科とアプテロノートゥス科が所属する。
ほとんどの種は左右に平たく、側扁した体型をしている。椎骨の数がデンキウナギ亜目よりも少ない。パナマから南アメリカにかけて分布する。

#### ランピクテュス科

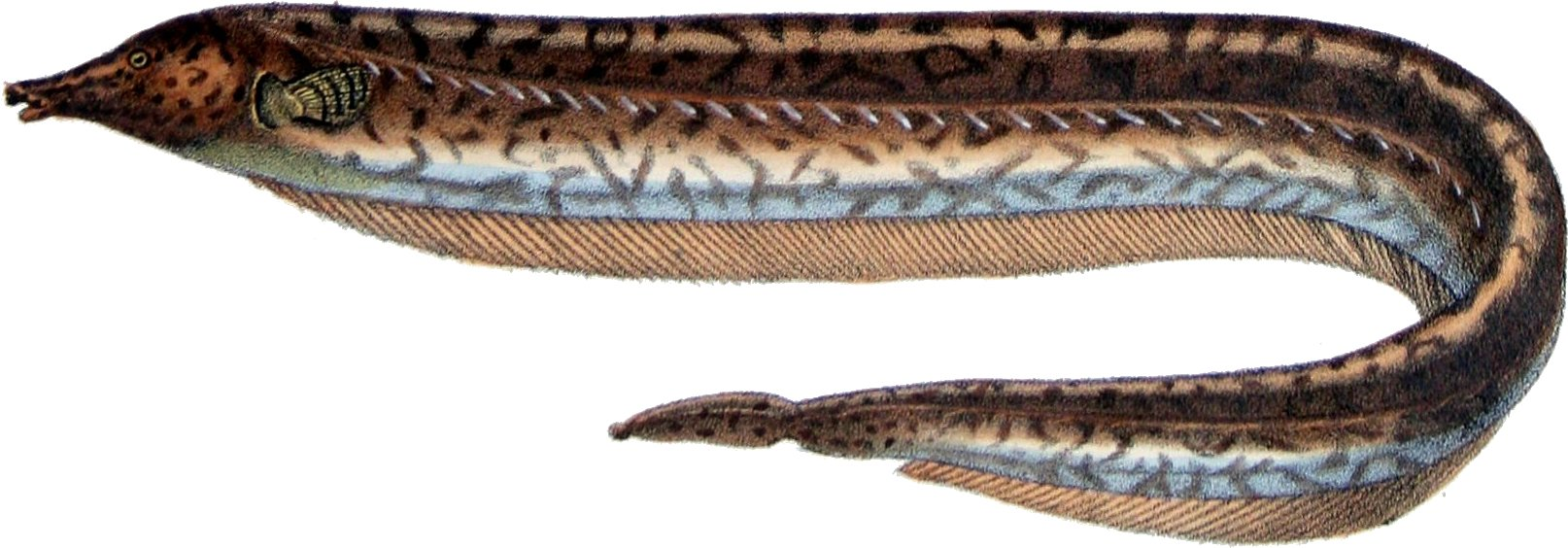
ランピクテュス科の1種（Rhamphichthys marmoratus）。突き出た吻が本科の特徴である

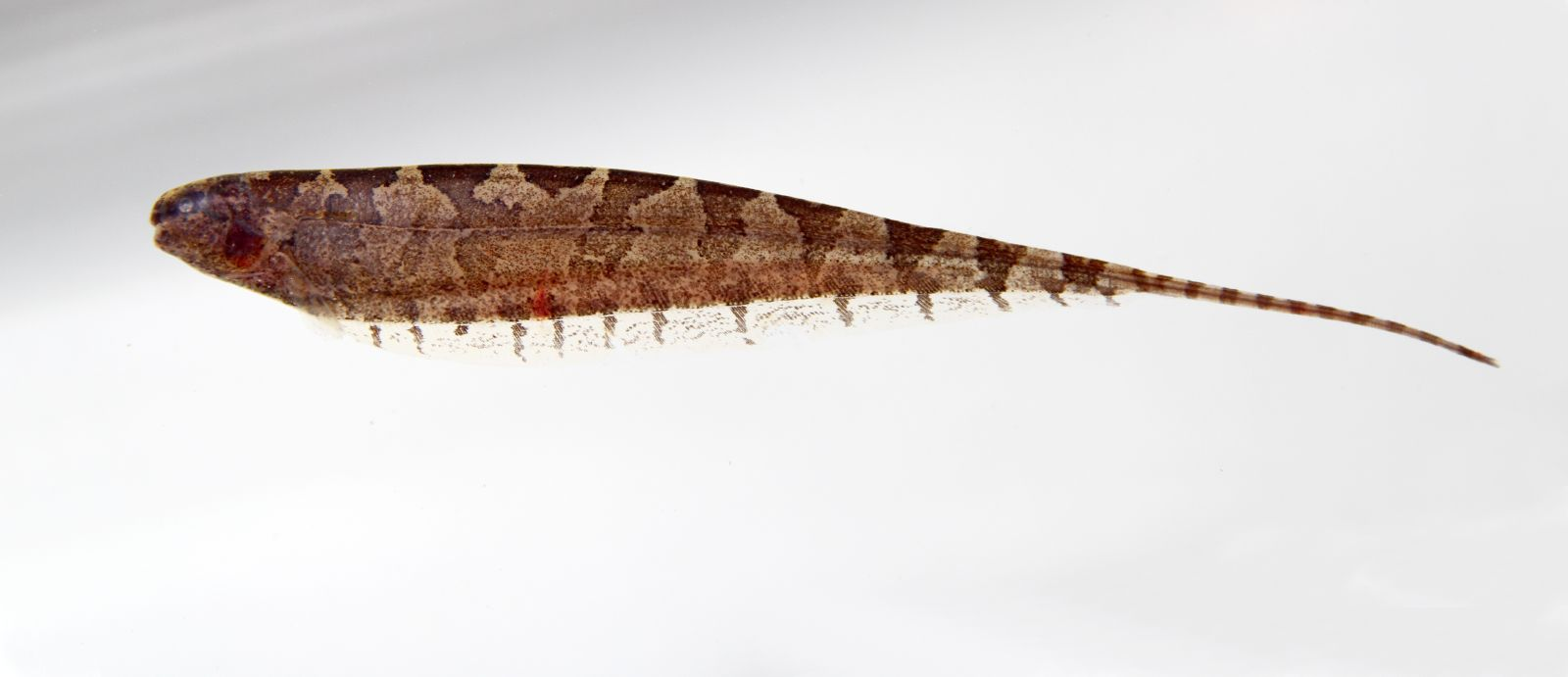
ヒュポポームス科の1種（Steatogenys elegans）。ガイアナおよびアマゾン川水系に分布する

ランピクテュス科 Rhamphichthyidae は3属16種からなる。吻（口先）が突出し、左右の鼻孔は比較的近い位置にある。
- Gymnorhamphichthys 属
- Iracema 属
- Rhamphichthys 属

#### ヒュポポームス科
ヒュポポームス科 Hypopomidae には8属30種が所属する。吻は短く、左右の鼻孔は離れた位置にある。最大長は35cm程度で、10cmに達しない小型種も含まれる。
- Brachyhypopomus 属
- Hypopomus 属
- Hypopygus 属
- Microsternarchus 属
- Procerusternarchus 属
- Racenisia 属
- Steatogenys 属
- Stegostenopos 属

#### ステルノピュグス科

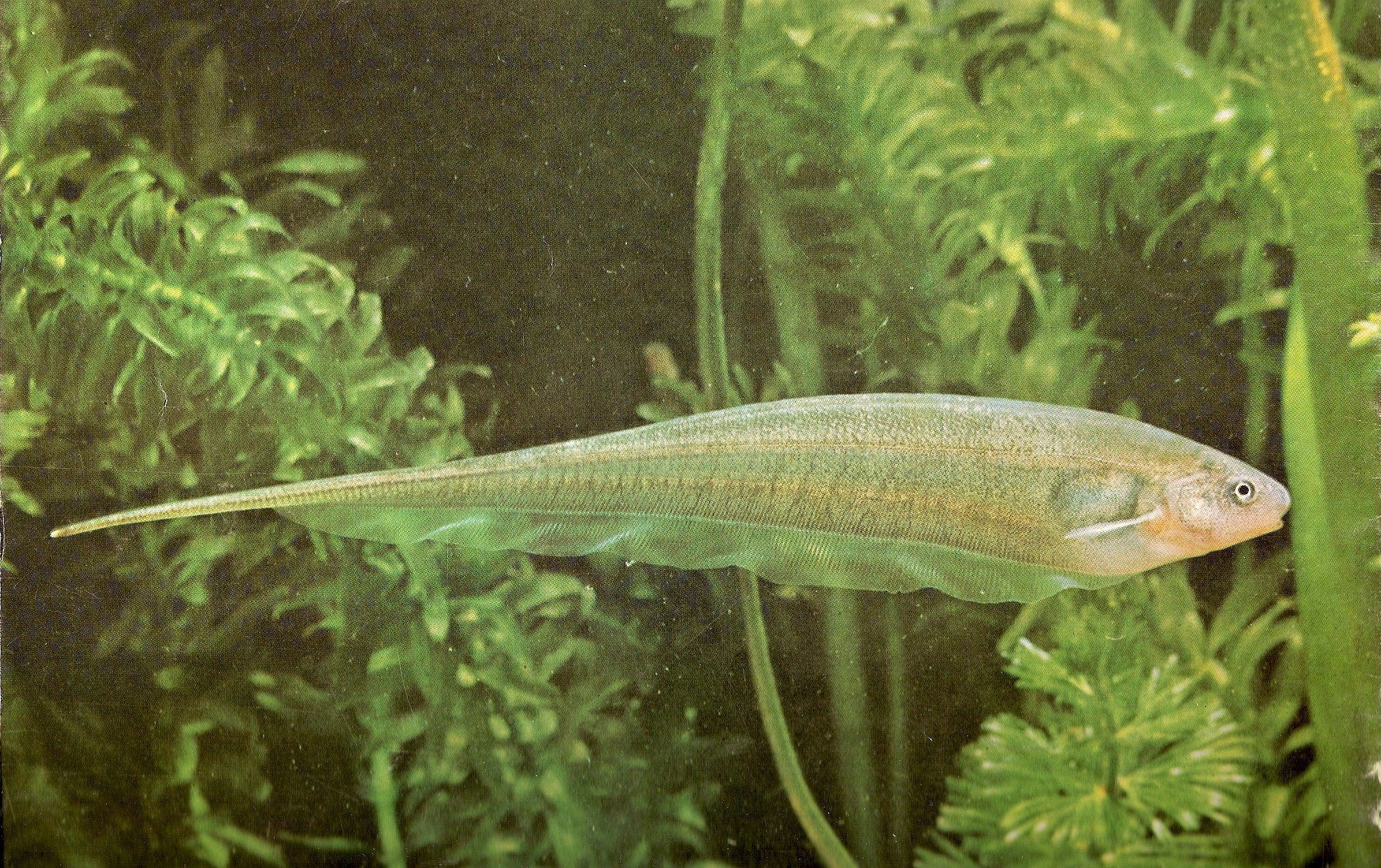
ステルノピュグス科の1種（Eigenmannia virescens）。本種は群れを形成し、発電を求愛などの繁殖行動にも利用していることが知られている

ステルノピュグス科 Sternopygidae は6属36種。吻は比較的短く、絨毛状の細かい歯列を備える。
- Archolaemus 属
- Distocyclus 属
- Eigenmannia 属
- Japigny 属
- Rhabdolichops 属
- Sternopygus 属

#### アプテロノートゥス科

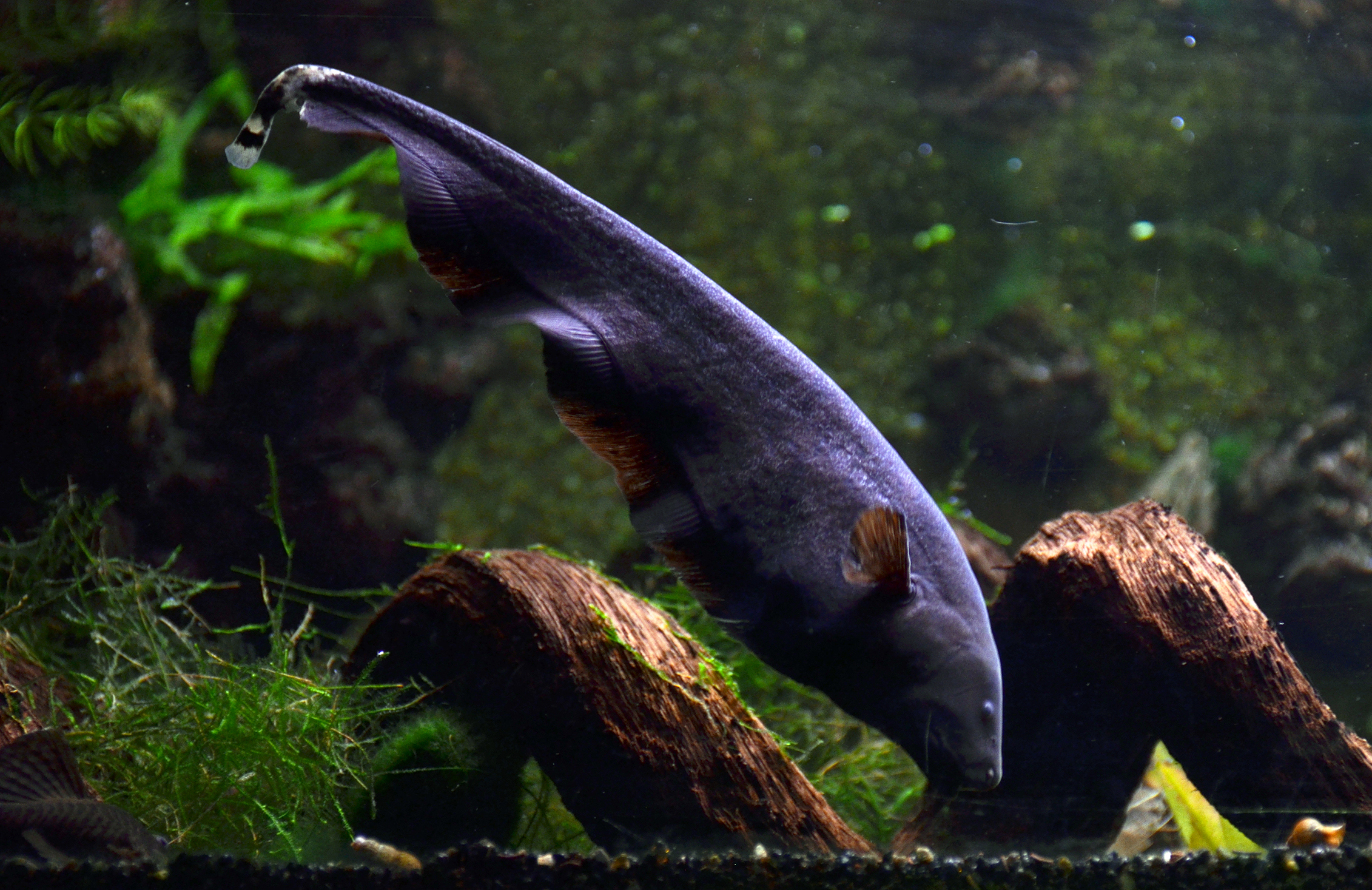
アプテロノートゥス科の1種（Apteronotus albifrons）。本科魚類は小さいが明瞭な尾鰭をもつ

アプテロノートゥス科 Apteronotidae は14属87種を含む。小さな尾鰭が存在する。成魚には神経細胞由来の発電器官が備わる。
- Adontosternarchus 属
- Apteronotus 属
- Compsaraia 属
- Magosternarchus 属
- Megadontognathus 属
- Orthosternarchus 属
- Pariosternarchus 属
- Parapteronotus 属
- Platyurosternarchus 属
- Porotergus 属
- Sternarchella 属
- Sternarchogiton 属
- Sternarchorhamphus 属
- Sternarchorhynchus 属